# إشقيا (فلم)
إشقيا Ishqiya هو فيلم كوميديا سوداء هندي من إنتاج عام 2010. الفيلم من بطولة فيديا بالان وأرشد وارثي ونصر الدين شاه وسلمان شاهد، ومن إخراج أبهيشيك شاوبي في أول تجاربه الإخراجية. صدر الفيلم يوم 29 يناير 2010.

## روابط خارجية
- الموقع الرسمي
- إشقيا على موقع IMDb (الإنجليزية)
- إشقيا على موقع روتن توميتوز (الإنجليزية)
- إشقيا على موقع نتفليكس (الإنجليزية)
- إشقيا على موقع ألو سيني (الفرنسية)
- إشقيا على موقع Turner Classic Movies (الإنجليزية)
- إشقيا على موقع أول موفي (الإنجليزية)
- إشقيا على موقع فيلمافينيتي (الإسبانية)
- إشقيا على موقع قاعدة بيانات الفيلم (الإنجليزية)
- إشقيا على موقع ليتربوكسد (الإنجليزية)
- إشقيا على موقع كينوبويسك (الروسية)